# Савиньи, Фридрих Карл фон
Фри́дрих Карл фон Савиньи́ (нем. Friedrich Carl von Savigny; 21 февраля 1779, Франкфурт-на-Майне — 25 октября 1861, Берлин) — немецкий правовед и историк, юрист, представитель исторической школы права.

## Биография
Фридрих Карл фон Савиньи родился в гугенотской семье, принадлежавшей к лотарингскому дворянскому роду, один из представителей которого в 1630 году — в период новой волны гонений на протестантов (вскоре после падения Ла-Рошели) — переселился в Германию. Фамилия Савиньи происходит от названия замка, расположенного в Мозеле.
В 13 лет Фридрих Карл осиротел. В 1795 году Савиньи поступил в Марбургский университет. Большое влияние на него оказали Антон Бауэр, один из реформаторов уголовного права Германии, и Филипп Фридрих Вайс, специалист по средневековому праву. Затем Савиньи продолжил обучение ещё в нескольких университетах, включая Лейпцигский, Гёттингенский и Йенский университеты. В 1800 году он вернулся в Марбургский университет, где в должности приват-доцента читал лекции по уголовному и римскому праву.
В 1803 году г. он выпустил в свет работу «Право владения» (нем. Das Recht des Besitzes), сразу принесшую ему известность и до сих пор сохраняющую своё значение. В следующем году Савиньи женился на Кунигунде Брентано, сестре писательницы Беттины фон Арним и поэта Клеменса Брентано.
В 1810 году Савиньи занял кафедру римского права в только что основанном Берлинском университете. Вместе с Савиньи туда были приглашены и другие знаменитые учёные того времени. Среди тех, кто стал близкими друзьями Савиньи, были юрист Карл Фридрих Эйхгорн и историк Бартольд Георг Нибур. Среди его многочисленных учеников был, в частности, Карл Густав Хомайер.
Одновременно Савиньи возглавлял специальный юридический орган, Spruch-Collegium, который должен был рассматривать дела, переданные ему судами. В 1812 году Савиньи стал ректором Берлинского университета.
В 1814 году Савиньи выпустил работу «О призвании нашей эпохи в законодательстве и юриспруденции» (Vom Beruf unserer Zeit für Gesetzgebung und Rechtswissenschaft), в которой были изложены основные идеи исторической школы права. Начиная с 1815 года Савиньи вместе с Эйхгорном издавал «Журнал исторической юриспруденции» (Zeitschrift für geschichtliche Rechtswissenschaft), «рупор» исторической школы, выходивший в свет до 1850 года. Тогда же вышел первый том фундаментального труда «История римского права в Средние века» (Geschichte des römischen Rechts im Mittelalter). Последующие тома выпускались до начала 1830-х.
После тяжёлой болезни, перенесённой в 1822 году, Савиньи отправился в путешествие и надолго отошёл от работы. В 1840-х годах он выпустил ещё один фундаментальный труд, многотомную «Систему современного римского права» (System des heutigen römischen Rechts). В 1842 году Савиньи покинул профессорский пост и возглавил особый орган, выделенный из министерства юстиции для проведения реформы по пересмотру законодательства Пруссии при только что взошедшем на престол короле Фридрихе Вильгельме IV. 
В 1853 году Савиньи издал работу, посвящённую обязательственному праву. В дальнейшем он отошёл как от юридической, так и от государственной деятельности. В 1861 году он умер в Берлине.
Сын Фридриха Карла фон Савиньи — прусский политический деятель Карл Фридрих Савиньи. Имя Фридриха Карла фон Савиньи носит площадь в берлинском районе Шарлоттенбург.

## Философия права
Савиньи был одним из ярчайших представителей исторической школы права, основателем которой был его старший современник Густав Гуго. Он считал, что право каждого народа складывается постепенно из исторической судьбы этого народа, местных обычаев и традиций и т. д., объединяемых Савиньи под общим понятием «народного духа» (Volksgeist). Следовательно, законодательная деятельность не может вестись произвольно, невозможно за короткое время сломать создаваемую веками правовую систему и навязать народу чуждые ему законы. Реформы права должны проходить постепенно. По этой причине Савиньи возражал сторонникам теории естественного права и современным ему предложениям о кодификации германского права.
Работа «О призвании нашей эпохи в законодательстве и юриспруденции» была ответом на публикации видного юриста Антона Фридриха Юстуса Тибо, писавшего о необходимости создания общегерманского кодекса.
Другим важным направлением деятельности Савиньи было изучение римского права. Савиньи в своих работах продемонстрировал, что римское право не прекратило существование с падением Западной Римской империи, а продолжило существовать в законах, обычаях и работах юристов Средневековья, пока не было возрождено в работах глоссаторов. По мнению Савиньи, германское право восприняло многие институты римского права; рецепция римского права сыграла большую роль в развитии германского «народного духа». В зависимости от отношения к рецепции римского права в исторической школе сложились два течения: романисты, к которым принадлежал Савиньи, и германисты, которые отрицали влияние римского права.

## Награды
Королевства Пруссия:

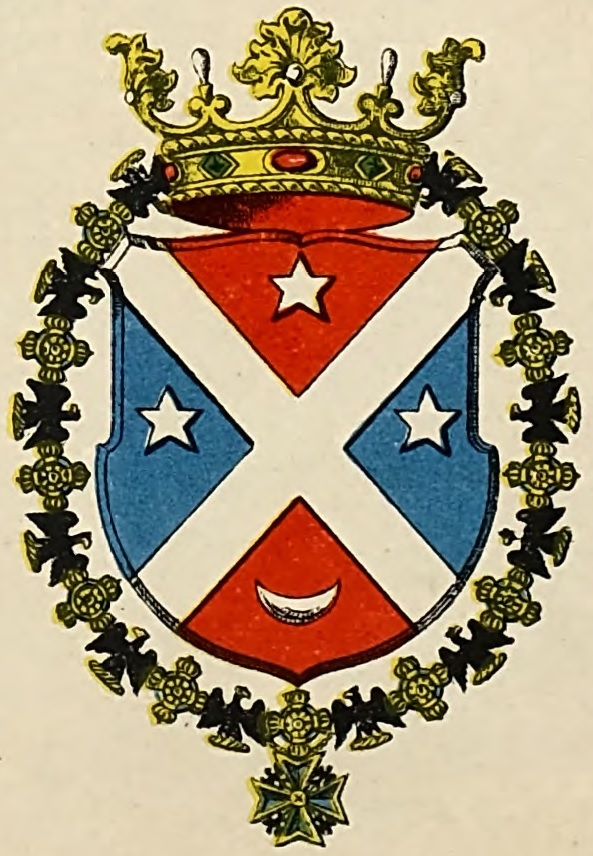
Герб Фридриха Карла фон Савиньи с цепью ордена Чёрного орла

- Железный крест 2-го класса на белой ленте (1816)[8]
- Орден «Pour le Mérite» в науке и искусстве (31 мая 1842); канцлер ордена (14 декабря 1859)[9]
- Орден Красного орла 3-го класса с бантом[10]
- Орден Красного орла 2-го класса с дубовыми листьями (1840)[11]
- Орден Красного орла 1-го класса с дубовыми листьями (1845)[12]
- Орден Чёрного орла (20 января 1855); введён в члены орденского капитула с вручением цепи ордена (18 января 1856)[13]

Королевства Бавария:
- Орден Гражданских заслуг Баварской короны рыцарский крест
- Орден Максимилиана «За достижения в науке и искусстве» (1853)[14][15]

Прочие:
- Орден Леопольда I командорский крест (королевство Бельгия)
- Орден Почётного легиона кавалерский крест (Франция)
- Орден Спасителя большой крест (королевство Греция)
- Орден Святого Станислава 2-й степени со звездой (6 апреля 1834, Российская империя)

## Семья
В 1804 году Савиньи женился на Кунигунде Брентано, сестре писательницы Беттины фон Арним и поэта Клеменса Брентано. Дети:
- Карл Фридрих фон Савиньи (1814—1875) —  прусский политический деятель, дипломат.

## Некоторые ученики и последователи
- Кох, Христиан Фридрих (1798—1872)
- Карл Густав Хомайер

## Память о Савиньи
- Площадь Савиньи-Плац в Берлине. Получила своё название в 1887 году.